# Văleni (okręg Neamț)
Văleni – wieś w Rumunii, w okręgu Neamț, w gminie Văleni. W 2011 roku liczyła 620 mieszkańców.